# Husby (ved Slesvig)
 For alternative betydninger, se Husby. (Se også artikler, som begynder med Husby)
Husby, Hysby (dansk) eller Hüsby (tysk) er en landsby og kommune beliggende ved hærvejen vest for Slesvig by i Sydslesvig. Administrativt hører kommunen under Slesvig-Flensborg kreds i den nordtyske delstat Slesvig-Holsten. Kommunen samarbejder med nabokommunerne i Arns Herred kommunefællesskab (Amt Arnsharde). Kommunen omfatter også Husbybro (Hüsbybrücke), Husbymark (Hüsbyfeld) og Husbygaard. I kirkelig henseende hører kommunen under Michaelis Sogn (Skovby Sogn). Sognet lå i den danske tid indtil 1864 i Arns Herred (Gottorp Amt, Sønderjylland).
Bynavnet dukker første gang op i et dokument fra Knud 6. i 1196. I de ældre kilder skrives landsbyen Huscobu. Navnet er sammensat med Hu- (afledt af glda. høgh, oldnordisk haugr for høj, bakke), skov og -by. Navnet er altså egentlig Højskovby og betyder enten højtliggende i skoven beliggende landsby eller en landsby i skoven ved gravhøjerne. 
Ved Husbygård findes med Brudeegen en mindretræ. Ifølge sagnet skulle alle brudepar fra Husby og Skovby undervejs til eller fra St. Michaeliskirke i Slesvig by gøre holdt ved træet og drikke et glas vin, ellers blev ægteskabet ikke lykkeligt eller (endnu værre) et brudepar blev her dræbt af lynet.
Kommunen er landbrugspræget.